# گائتانو پرویاتی
گائتانو پِرِویّاتی (ایتالیایی: Gaetano Previati) (زادۀ ۳۱ اوت ۱۸۵۲ میلادی – درگذشتۀ ۲۱ ژوئن ۱۹۲۰ میلادی)؛ یک نقاش نمادگرای اهل پادشاهی ایتالیا بود که در سبک تفکیک‌گری نقاشی می‌کرد.

## نگارخانه

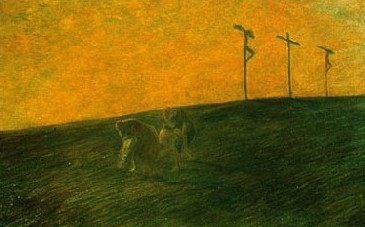
سرقت از پیکر مسیح، (۱۹۱۲) موزه قرن نوزدهم، فرارا
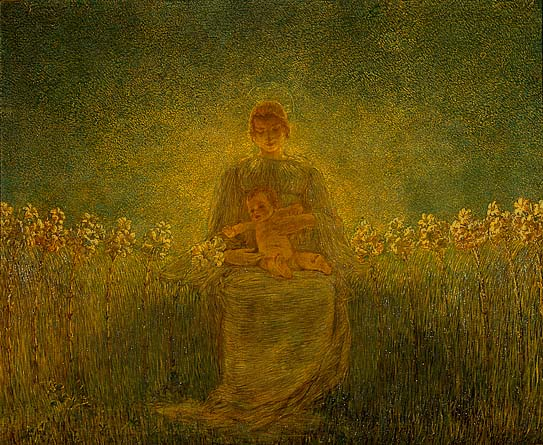
مدونا دگی گلی (۱۸۹۳) گالری هنرهای مدرن، میلان
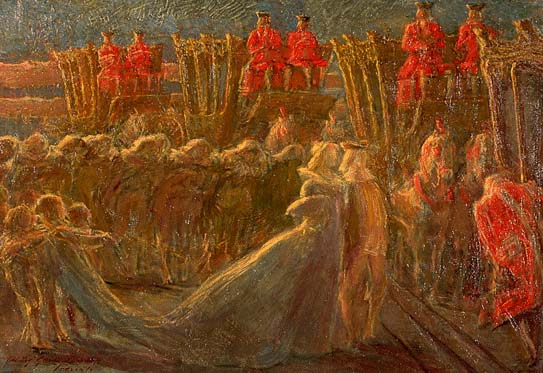
ری سل، (حدود ۱۹۰۰)، گالری هنرهای مدرن، میلان
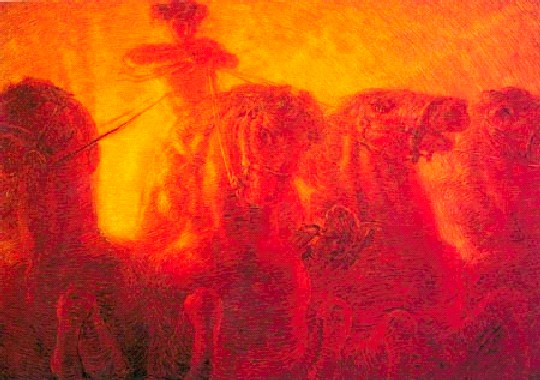
ال کارو دل سور، (حدود ۱۹۰۰)، اتاق بازرگانی میلان
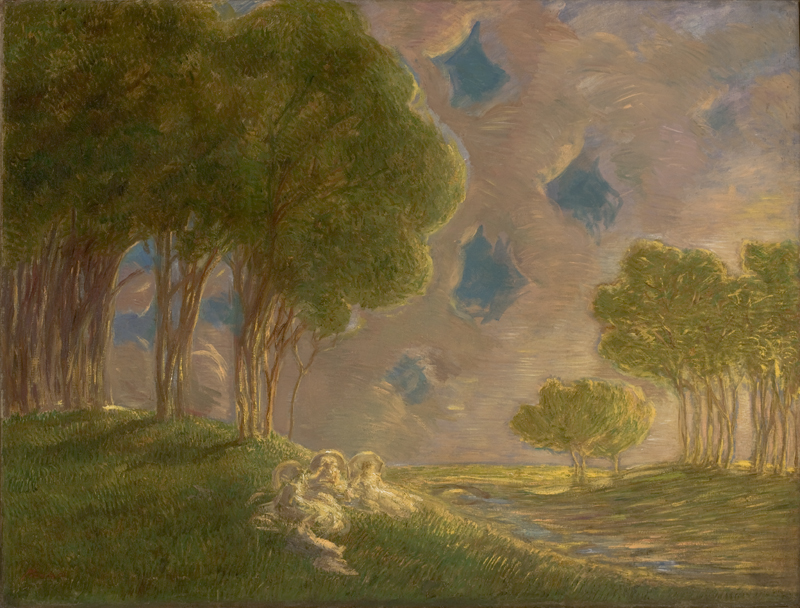
چشم‌انداز (حدود ۱۹۰۵)، موزه هنر سن پائولو
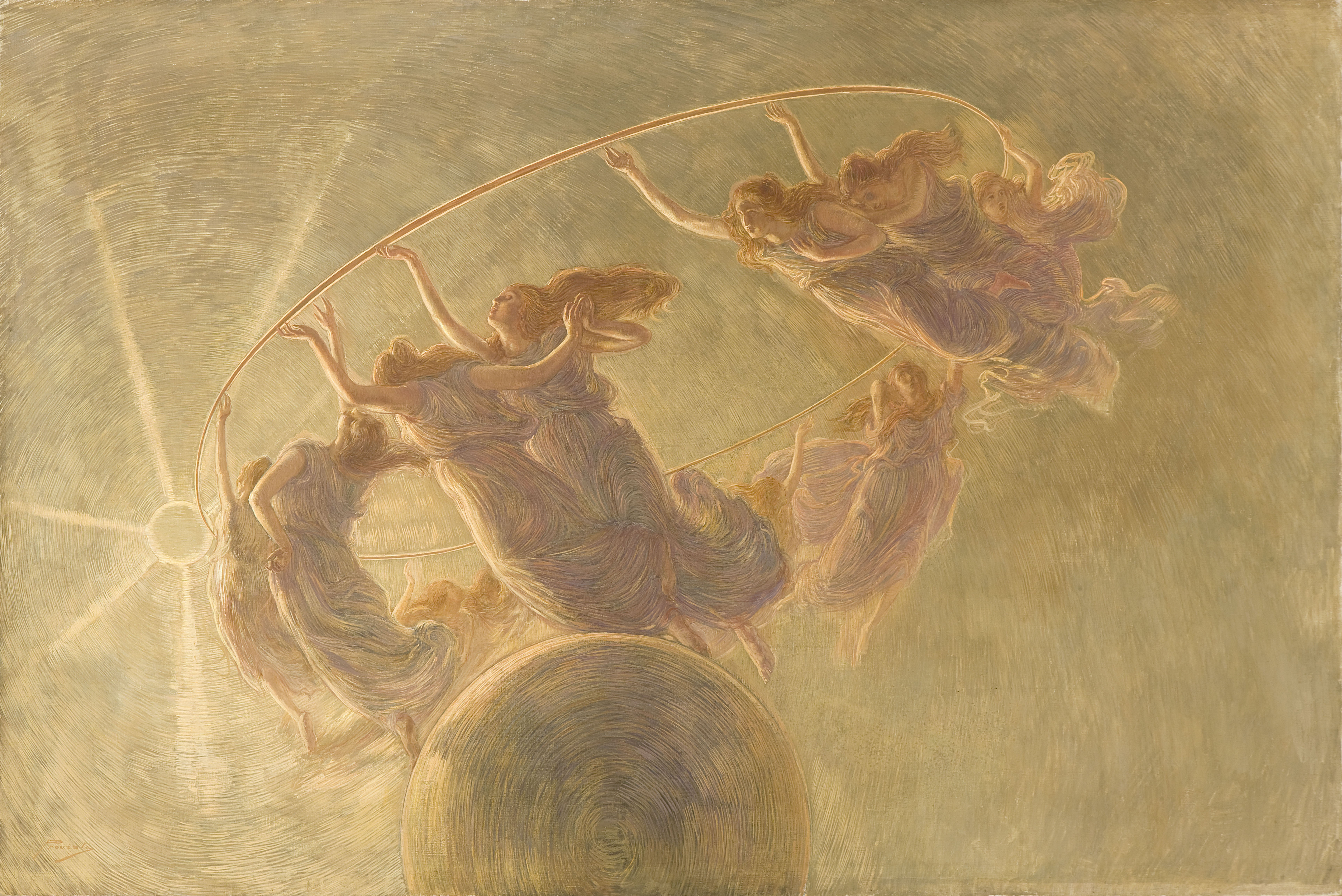
رقص ساعت‌ها (۱۸۹۹) مجموعه هنری بنیاد کاریپلو